# Naval Air Station Key West
La base aéronavale de Key West (Naval Air Station Key West en anglais) est une base aéronavale américaine située à Key West, dans le sud de la Floride. Son code AITA est NQX.

## Historique
Elle est destinée à l'entraînement de l'aéronavale américaine.

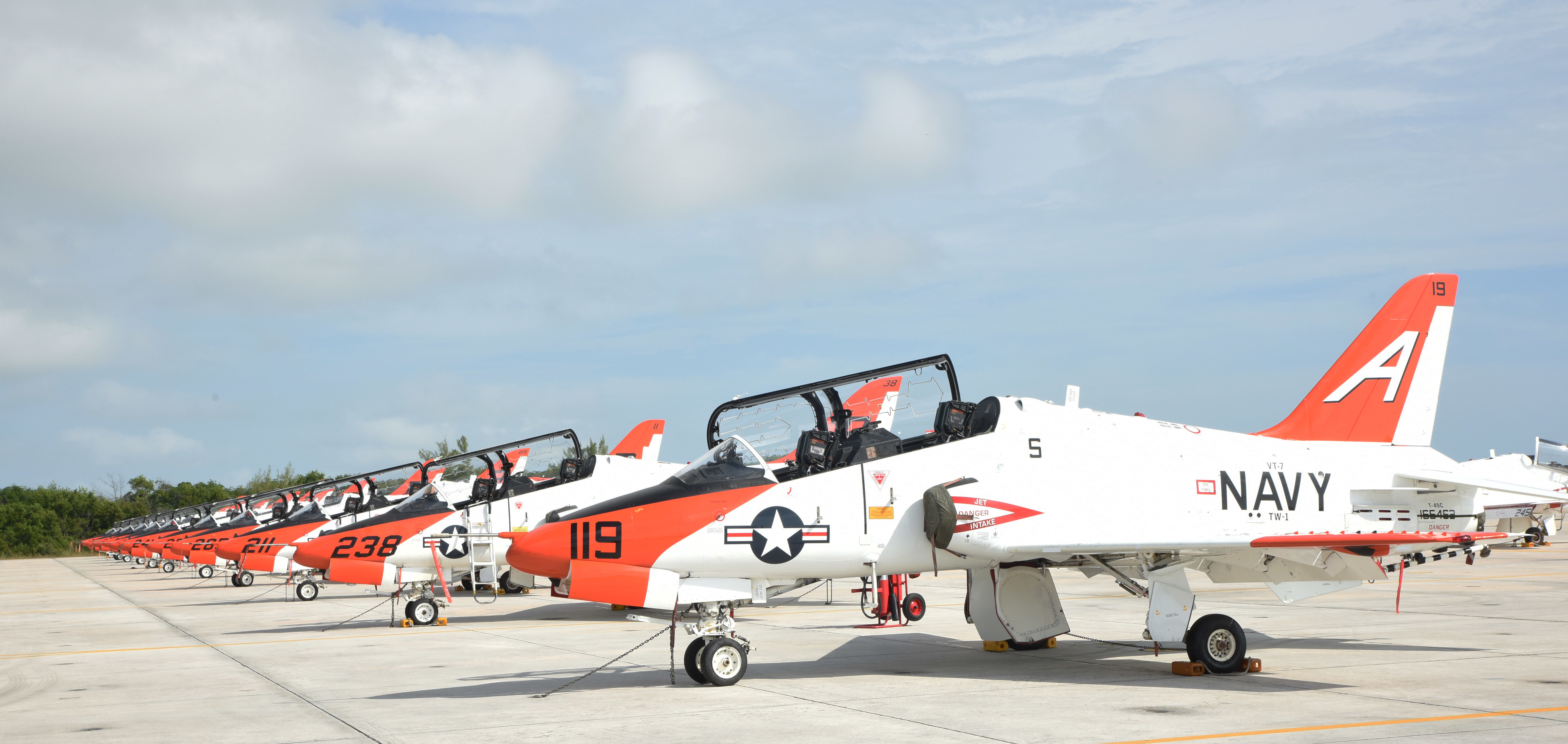
Une partie des T-45 assignés à la base en 2016.

Elle a vu, entre autres, la défection d'un MiG-23 piloté par le major Orestes Lorenzo Pérez le 20 mars 1991 et d'un MiG-21 le 20 septembre 1993 de la Défense aérienne cubaine.
Elle abrite en 2016 quarante T-45 Goshawk.